# Порт

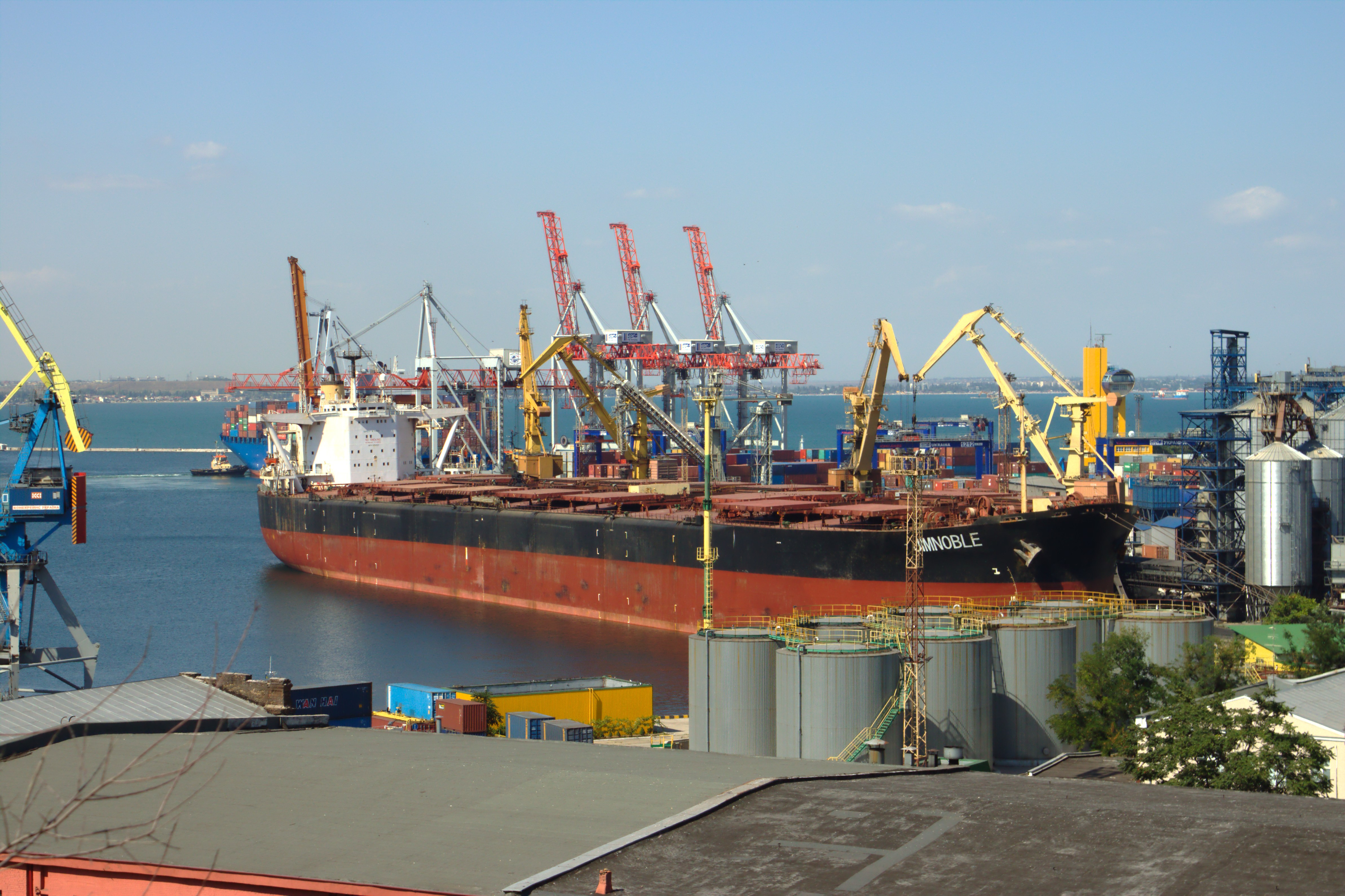
Один з терміналів Одеського морського порту

Порт (від лат. portus — сховище, притулок, гавань, гирло) — ділянка берега моря, річки або озера з прилеглою акваторією, захищена від негоди захисними гідротехнічними спорудами, на якій розміщується комплекс будівель та пристроїв для завантаження і розвантаження суден та їх обслуговування. Під портом розуміється також приморське портове місто.

## Історія

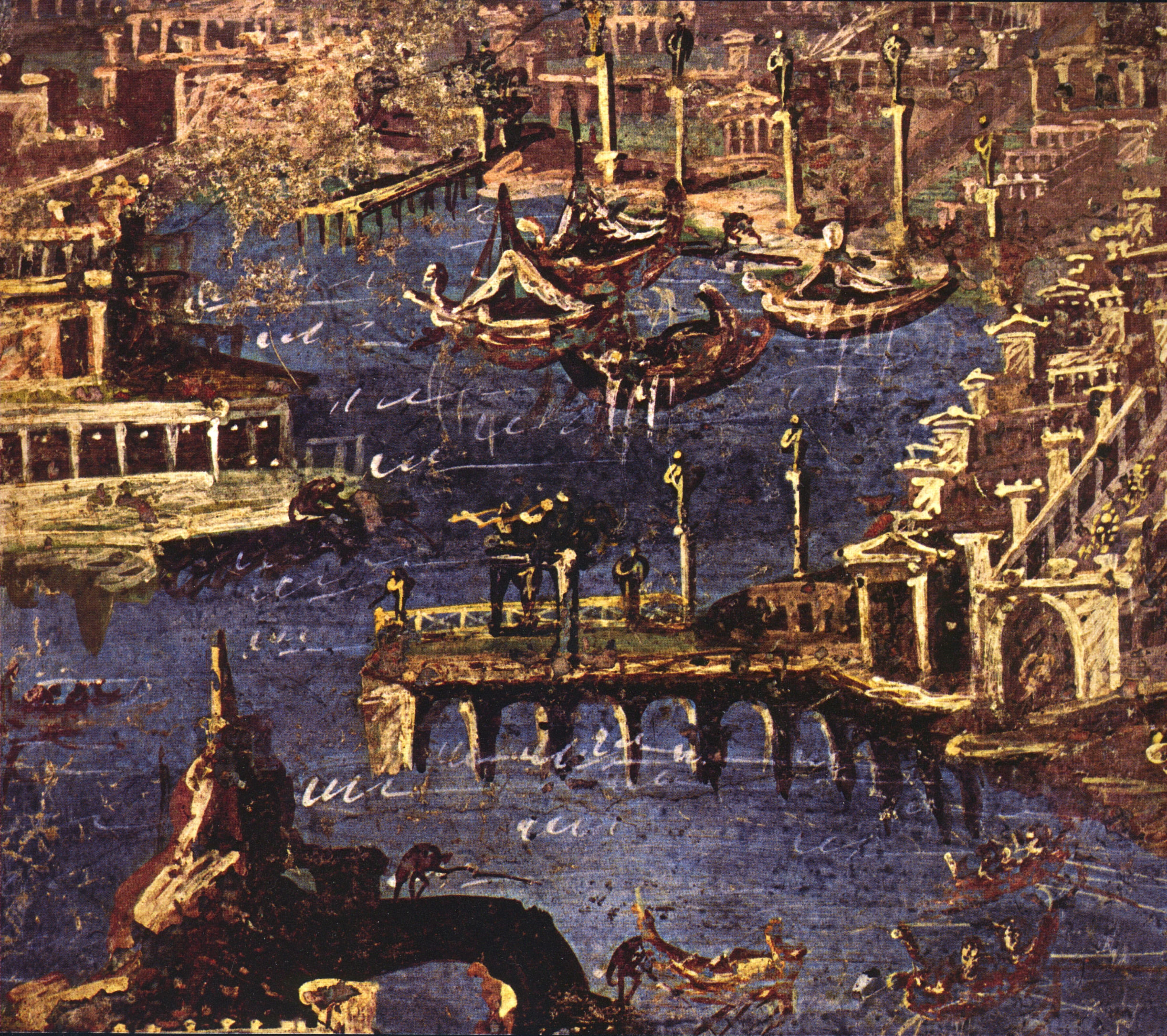
Античний порт. Фреска зі Стабії. Археологічний музей в Неаполі

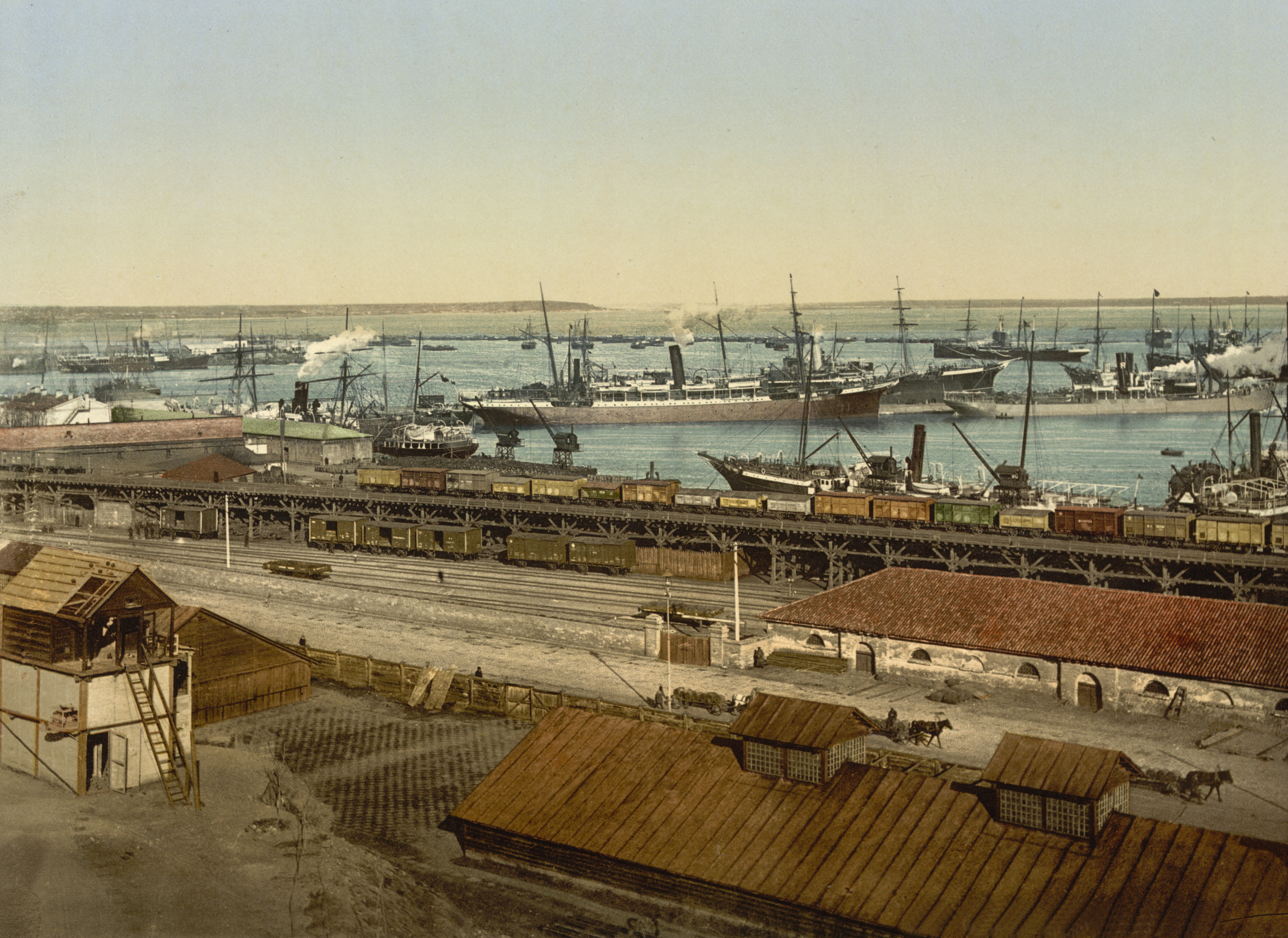
Практична гавань Одеського порту. Початок XX сторіччя.

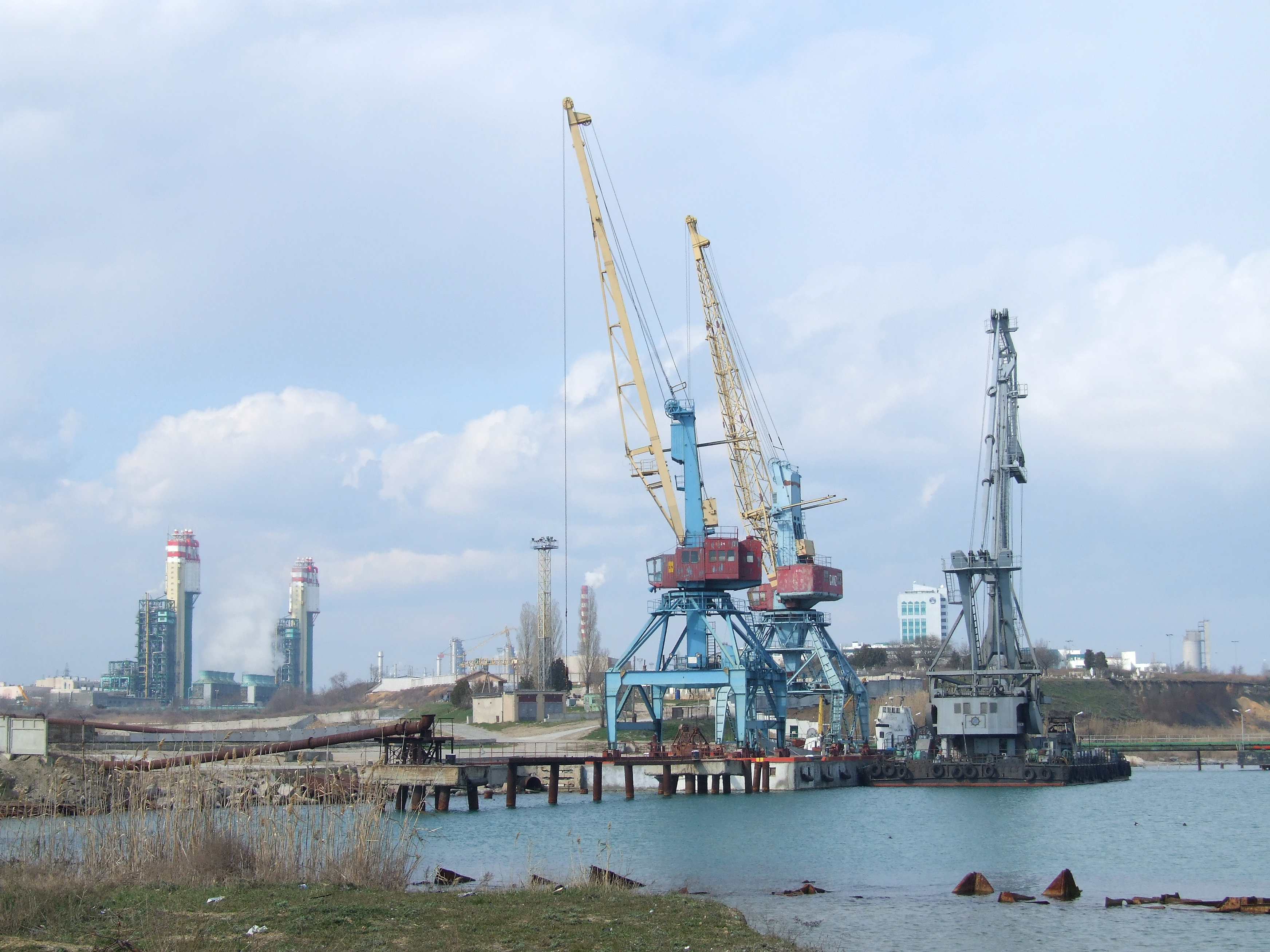
Морський торговельний порт «Южний». 2008 рік.

Вперше порти виникли у Середземномор'ї приблизно у IV тисячолітті до н. е. Великими середземноморськими містами-портами були Сідон, Карфаген, Пірей, Сиракузи, Александрія, Візантій.
У межах сучасної території України у Північному Причорномор'ї в період VII — V століть до н. е. виникла ціла низка давньогрецьких портових полісів — Борисфеніда (згодом Ольвія), Херсонес (Корсунь), Керкінітида, Пантікапей (Боспор), Теодосія (Кафа) та інші, які була центрами торговельних зв'язків. Пізніше більшість з них були колонізовані стародавніми римлянами, у середні віки — генуезцями, а потім Османською імперією.
У новий час бурхливому розвитку портової мережі та морського транспорту сприяла поява парового флоту на початку XIX століття і залізниці у другій його половині. Поштовхом для індустріального розвитку портової інфраструктури на півдні України стало будівництво Харківсько-Миколаївської і Курсько-Харківсько-Севастопольської залізниць. Для прикладу, у 1877 році через Миколаївський порт експортувалося близько 6 млн пудів зерна, а у 1903 році вже понад 100 млн пудів, причому дві третини цієї кількості надходило залізницею. Розвиток залізорудних копалин Кривого Рогу і марганцевих рудників Нікополя дали додатковий імпульс розвиткові перевезень через Миколаївський і Одеський порти: накладні витрати на перевантажування та подавання вагонів до порту становили одну копійку на пуд (0,61 руб./т), в Одеському порту вони становили 1,2 копійки (0,73 руб./т).
У СРСР у період перших п'ятирічок було здійснено великий обсяг робіт, спрямованих на відновлення та реконструкцію старих портів і будівництво нових. На Чорноморському узбережжі були побудовані нові великі порти в Чорноморську (під Одесою) і Шесхарісі (Новоросійськ). Після другої світової війни усі основні причорноморські порти були відновлені. Збільшення обсягу міжнародної морської торгівлі призвело до їхнього подальшого швидкого росту.
Сьогодні морська індустрія України представлена розвиненою мережею морських, річкових і рибних портів, а також перевантажувальних терміналів, комплексів і причалів різних форм власності. В Україні діють Білгород-Дністровський, Дніпро-Бузький, Маріупольський, Бердянський, Ренійський, Одеський, Скадовський, Євпаторійський, Херсонський, Керченський, Севастопольський і Миколаївський морські торговельні порти. Існують також спеціалізований морський торговий порт «Ольвія», МТП «Південний» і МТП Чорноморськ. У 2008 році загальний вантажообіг морських портів України склав 132 мільйони 178 тисяч тонн.

## Класифікація і типологія портів
Найрозповсюдженішим типом портів є порти загального призначення або торговельні порти, які призначені для передачі вантажів і пасажирів з водного транспорту на сухопутний та навпаки. Крім них існують:

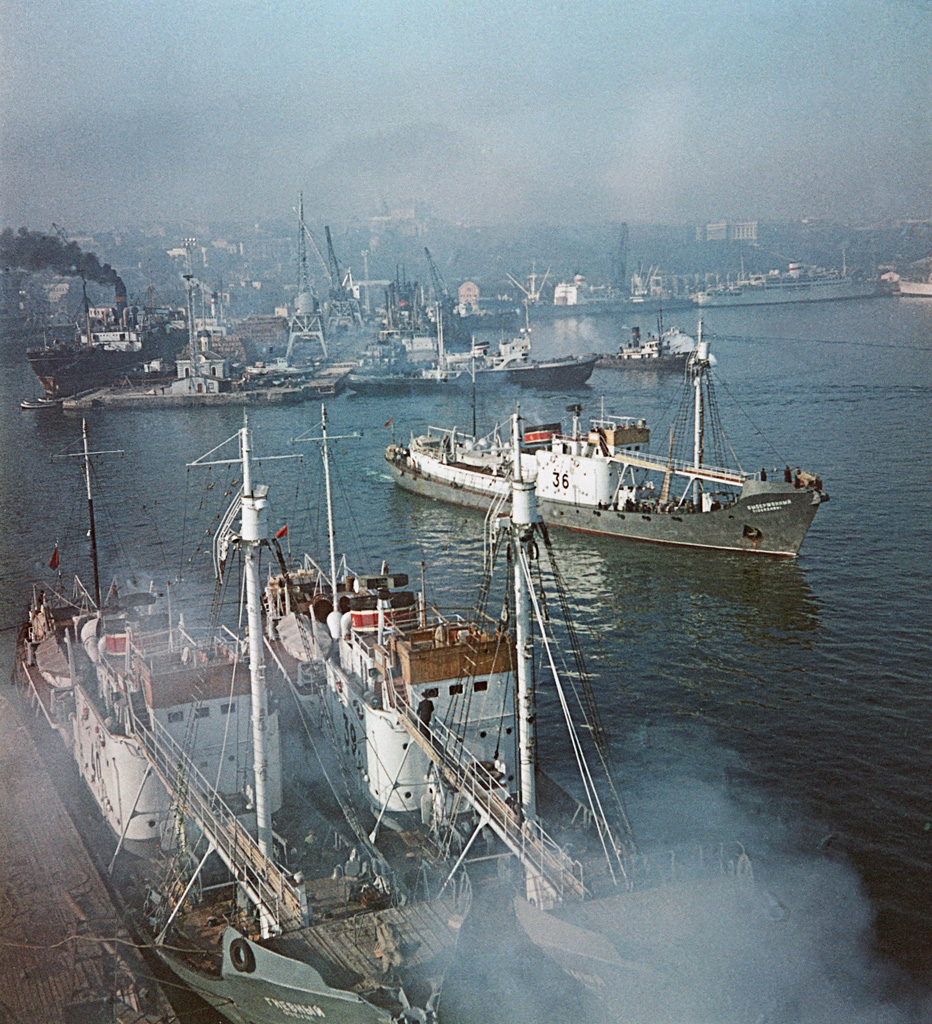
Китобійна флотилія «Радянська Україна». Одеса. 1960 рік.

- рибні порти — порти рибопромислових підприємств, де здійснюється розвантаження улову і обслуговування промислових суден.
- промислові порти — порти, які належать промисловим підприємствам і призначені для отримання сировини і відправки готової продукції водним шляхом. У деяких випадках промислові підприємства можуть мати власні причали в портах загального призначення; їх називають причалами клієнтури.
- порти-сховища — акваторії захищені штучними спорудами або розташовані в природних бухтах (затоках) і призначені для укриття суден під час шторму.

До середини XX століття існувало також поняття військовий порт — порт призначений для будівництва, ремонту і матеріально-технічного обслуговування кораблів і суден ВМС (ВМФ). Термін існував у Російській імперії і СРСР та ще деяких країнах до 1936–1942 років. Після введення системи військово-морських баз вийшов з ужитку. Існуючий аналог — «пункт базування».
За видами вантажів порти діляться на універсальні та спеціалізовані (нафтові, вугільні, контейнерні тощо). Залежно від вантажообігу порти поділяються за категоріями, які визначають їхнє господарське значення. Малі порти називаються також портопунктами.
За географічним розташуванням порти ділять на морські (берегові, гирлові, лагунні, острівні), річкові, озерні та водосховищні.

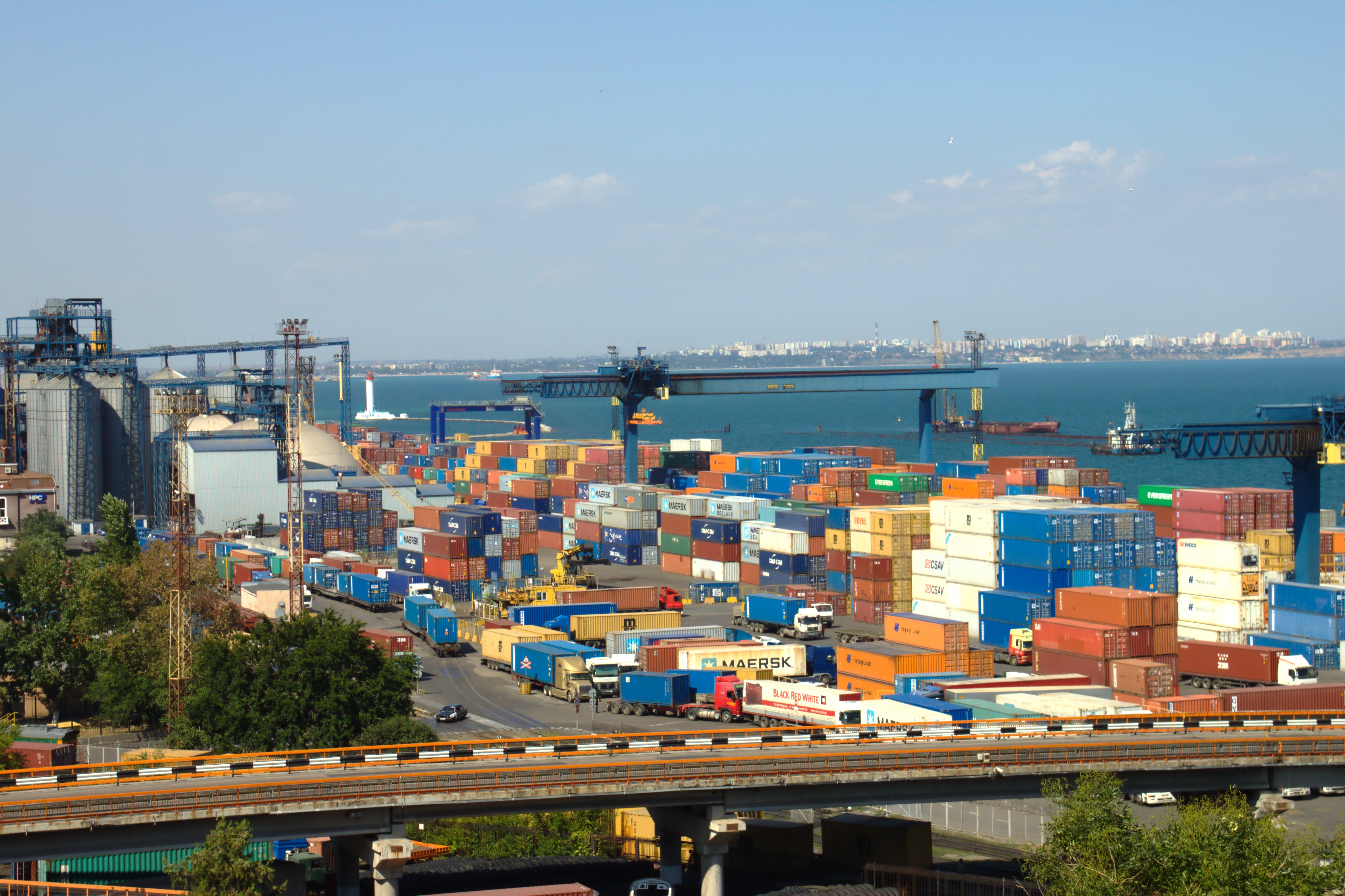
Контейнерний термінал Одеського порту

Акваторія берегових портів, зазвичай, захищена огороджувальними спорудами — молами, довжина яких може сягати декількох десятків кілометрів. Гирлові порти відрізняються тим, що в них сходяться морські та річкові шляхи сполучень, а віддаленість портових споруд від моря дозволяє обійтись без захисних споруд. Це ж стосується і портів, розташованих у глибині лагун.
Острівні порти використовуються як аванпорти (фр. avant-port) — порти-супутники великих портів, які пов'язані у своїй роботі з великими портами, розташованими на гирловій ділянці річки далеко від моря (наприклад, Миколаївський і Херсонський порти). Аванпорт, зазвичай, ближче до моря, має більші глибини і менше замерзання ніж головний порт.
Залежно від рівня припливів порти поділяються на відкриті та закриті (припливні). За тривалістю навігації — на постійні (такі, які експлуатуються протягом всієї навігації) та сезонні. Більшість українських морських портів відносяться до незамерзаючих, тобто постійних.

## Міжнародно-правовий режим портів
Залежно від міжнародно-правового режиму порти бувають каботажні та міжнародні.
Правовий режим портів головним чином регулюється нормами національного законодавства із врахуванням існуючої міжнародної практики, яка спрямована на полегшення заходу і перебування іноземних торгових суден у портах. Прибережні держави зазвичай відкривають для заходу іноземних суден деякі торговельні порти, до яких має бути забезпечений вільний доступ усіх суден, незалежно від їхнього прапора. Однак держава має право виключити з переліку портів, відкритих для іноземних суден, будь-який порт або закрити доступ до усіх своїх портів у випадку, якщо цього вимагають інтереси її безпеки. При цьому судно, яке терпить біду, може здійснити захід у будь-який порт незалежно від його статусу.
У портах здійснюється санітарний і митний нагляд, прикордонний контроль, а також контроль безпеки мореплавства. Режим перебування суден, обсяг пільг і переваг при наданні причалів, збирання зборів і мита тощо визначається договорами про торгівлю і мореплавство або угодами про торгове судноплавство. За відсутності таких угод використання порту здійснюється на загальних підставах без будь-якої дискримінації.

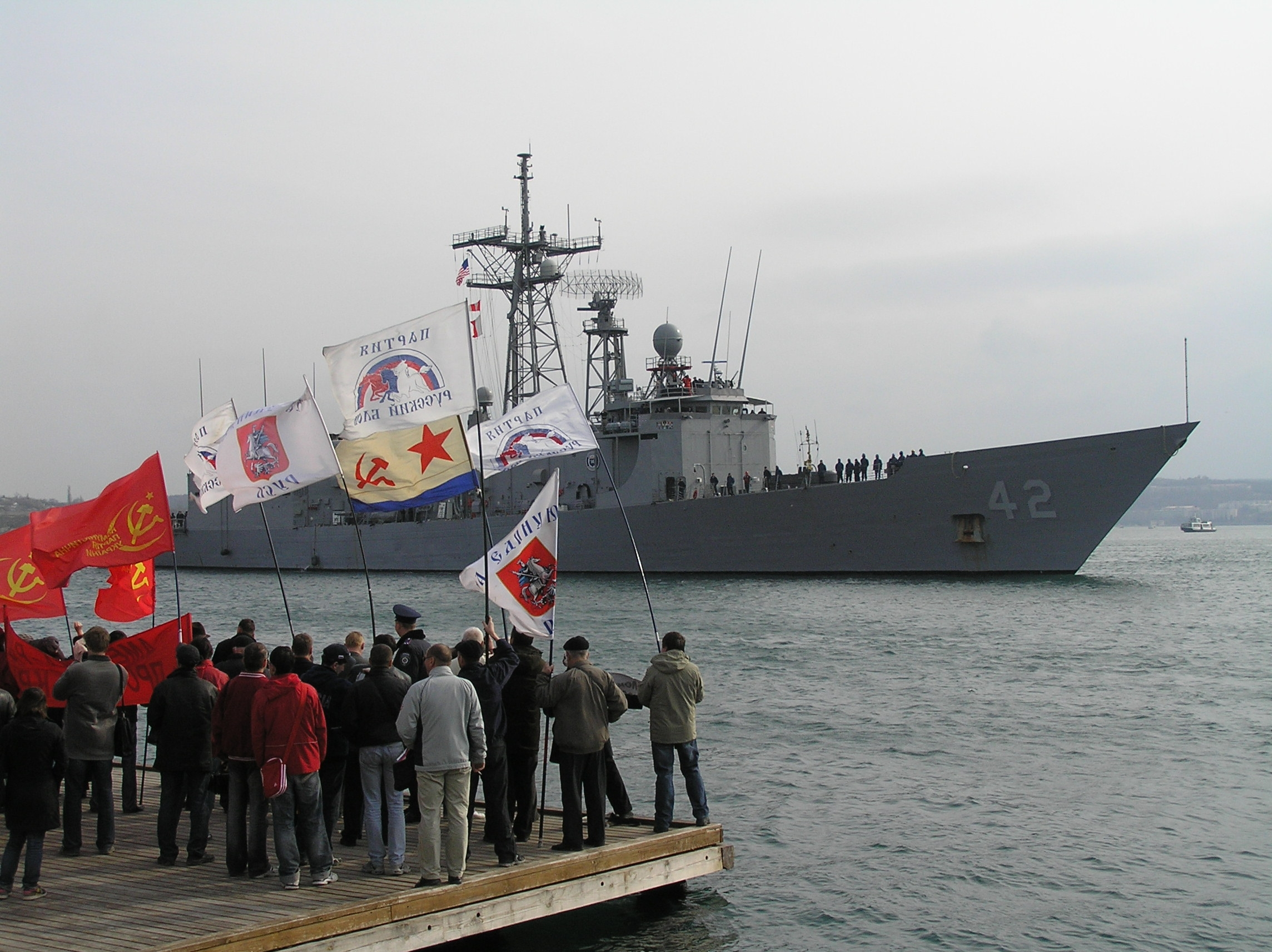
Візит у Севастополь фрегата ВМС США «Клакрінг». Зустрічає «Русскій блок». 2009 рік.

Іноземні торгові судна, які знаходяться у порту, і усі члени їхніх екіпажів повністю підпадають під дію кримінальних, цивільних і адміністративних законів прибережної держави. Згідно з міжнародною практикою держава зазвичай не застосовує свою юрисдикцію, якщо злочин стосується тільки іноземного судна та його команди, не порушує спокій в порту і якщо до місцевої влади не надходило прохання про допомогу від капітана судна або консула. Прибережна держава, зазвичай, не втручається у цивільно-правові спори і трудові конфлікти між особами, які входять до складу команди іноземного судна. Юрисдикція не застосовується також і на підставі угод, які укладені між прибережною державою і державою прапора судна.
Військові кораблі при перебуванні в іноземному порту мають імунітет від юрисдикції прибережної країни. Імунітет полягає у нерозповсюдженні на них дії законів будь-якої країни крім держави прапора, непідсудності іноземним владам, свободі від примусових дій (затримання, арешту, обшуку, конфіскації, реквізиції тощо) з боку іноземних влад. Військовим кораблям надаються також пільги і привілеї — звільнення від усіх видів зборів, санітарного, митного огляду тощо. Якщо військовий корабель не дотримується законів і правил прибережної держави, її влада може вимагати від нього негайно залишити порт і її територіальні води.

## Портова інфраструктура
Основні елементи порту — підхідний канал, зовнішній рейд, зовнішні обмежувальні споруди, навігаційний рейд, перевантажувальний рейд, причальний фронт, територія порту і під'їзні шляхи.

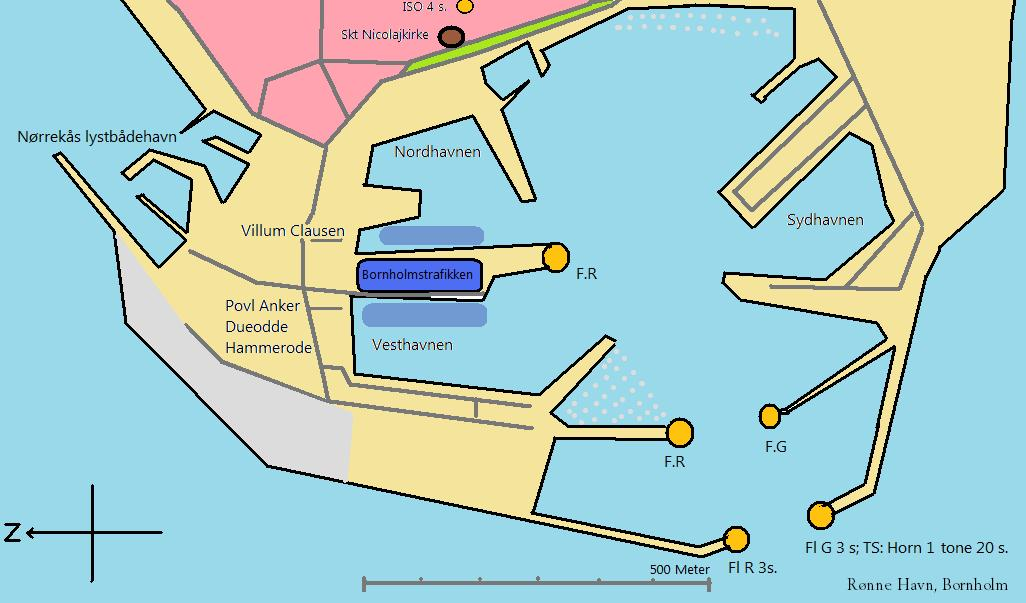
Схема порту (Борнгольм, Данія)

- Підхідний канал це штучне поглиблення в морському дні або гирлі річки на підходах до порту на ділянках з недостатніми для проходу суден глибинами, який обмежений спеціальними навігаційними знаками. Він необхідний для забезпечення безпечного проходу в порт суден з великою осадкою. Може сягати декількох десятків кілометрів і вимагає великих фінансових витрат на днопоглиблювальні роботи.
- Огороджувальні моли. Акваторія порту захищається від хвиль захисними спорудами, прохід між якими називається воротами порту, ширина яких забезпечує безпечний прохід суден, але гарантує мінімальне проникнення в порт штормових хвиль.
- Навігаційний рейд (інколи — внутрішній рейд) примикає безпосередньо до воріт порту. Призначений для маневрування суден перед заходом на перевантажувальні рейди або швартуванням.
- Причальні споруди, які розташовані в порту утворюють причальний фронт для вантажообробки суден. До причальних споруд належать портові набережні, пірси, і естакади, обладнані причальними (швартовими) тумбами, металевими кільцями (римами), відбійними пристосуваннями тощо. Типи і конструкцію причалів визначають природні (геологічні, гідрологічні) і технологічні умови (глибини біля причалів, навантаження на них).

Через високу вартість огороджувальних гідротехнічних споруд причальні споруди розташовуються компактно: причали зазвичай виконують у вигляді пірсів розташованих перпендикулярно або під кутом до берега; для гирлових портів характерні набережні в формі врізаних в берег басейнів. Основні причали порту, залежно від спеціалізації, утворюють термінали, спеціалізовані за видами вантажів (нафтові, контейнерні, зернові, вугільні, генеральних вантажів та ін.) або за типами суден (глибоководні, для суден з горизонтальним розвантаженням, пасажирські). Спеціалізація за видом вантажів дозволяє підібрати оптимальну схему механізації і типи перевантажувальних машин і механізмів.
Сухопутний транспорт портів, як правило, представлений розгалуженою залізничною і автомобільною мережею. Існують так звані «прикордонні» шляхи, які забезпечують первантаження безпосередньо з одного виду транспорту на інший, і «тилові» — призначені для перевезення вантажів, які проходять через склади.

Згідно з функціями і призначенням територія порту розділяється на біль-менш відокремлені портові зони: операційну, тилову, загальнопортових об'єктів, пасажирську і нережимну.
- Операційна портова зона включає технічні елементи, які безпосередньо беруть участь в перевантажувальному процесі: причали, перевантажувальні машини і пристрої, склади, прикордонні автомобільні дороги й залізниці.
- Тилова портова зона межує з операційною і має у своєму складі тилові залізничні колії, районні парки, віддалені базисні сховища, матеріальні склади, майстерні.
- Зона загальнопортових об'єктів об'єднує ділянки на яких розташовуються центральні склади і майстерні, службові споруди, стоянки автотранспорту.
- Пасажирська зона (пасажирський термінал) складається з морвокзалу, території пасажирських причалів і привокзальної площі.

Порт забезпечується комплексною системою електроживлення, водо- і теплопостачання, освітлення, зливової і виробничо-побутової каналізації, зв'язку і телекомунікацій. Як правило порти мають власну добре розвинену службу пожежної безпеки і охорони. Для обслуговування суден порти мають власний флот буксирів, водо- і нафтоналивних барж, нафтосміттєзбірників та інших рейдових плавзасобів.

## Портові збори і тарифи
Портові збори і платежі стягуються в адміністративному порядку з вантажо- і судновласників за захід судна в порт, стоянку, завантажувально-розвантажувальні роботи тощо.
До портових зборів відносяться корабельний збір, який накладається на судна, що зайшли в порт у комерційних цілях (нараховується пропорційно чистій реєстровій місткості судна диференційовано за бесейнами; при повторних заходах стягується на пільгових умовах). Причальний збір стягується за надання судну місця стоянки біля причалу (залежить від довжини причального фронту, зайнятої судном і часу стоянки). Лоцманський збір отримується з суден, які фактично користувалися послугами портової лоцманської служби. За використання портових буксирів і катерів встановлюються збори залежно від потужності цих плавзасобів і часу їх використання. З власників вантажів, що надійшли в порт утримується вантажний збір, який обліковується залежно від маси і категорії вантажу. Існують також маячний, якірний, канальний, доковий збори.
Ціни за якими нараховуються плата за виконані портом роботи і надані послуги визначаються портовими тарифами, які мають покривати витрати і забезпечувати певний рівень рентабельності порту. Тарифи на перевантажувальні роботи в портах зазвичай встановлюються у вигляді акордних ставок з однієї тонни вантажу, диференційованих за групами портів і видами вантажів. Система портових тарифів включає також тарифи за зберігання вантажів на портових складах. Ставка плати за зберігання встановлюється з тони вантажу залежно від тривалості його зберігання (тона/доба).

## Порто-франко
Вільна гавань або порто-франко (від італ. porto franco — вільний порт) — такий собі «аналог» duty-free — частина морського торговельного порту, в якій дозволений безмитний ввіз і вивіз товарів, їх зберігання і переробка. Товари, що вивозяться за межі вільної гавані на територію держави, якій належить порто-франко обкладаються відповідним митом. Вільні гавані часто-густо створюються при спорудженні нового порту з метою залучення вантажів та збільшення товарообігу. Порядок функціонування порто-франко визначається національним законодавством.

## Порти України
| - Одеський порт - МТП Чорноморськ - порт Южний - Ренійський порт - Усть-Дунайський порт - Білгород-Дністровський порт - Ізмаїльський порт - Миколаївський порт - порт Ольвія - Скадовський порт - Херсонський порт - Євпаторійський порт - Ялтинський порт - Керченський порт - Севастопольський порт - Феодосійський порт - Бердянський порт - Маріупольський порт | - Іллічівський рибний порт - Керченський рибний порт - Маріупольський рибний порт - Севастопольський рибний порт - Київський річковий порт - Чернігівський річковий порт - Херсонський річковий порт - Миколаївський річковий порт - Дніпропетровський річковий порт - Запорізький річковий порт - Кам'янський річковий порт - Нікопольський річковий порт - Кременчуцький річковий порт - Новокаховський річковий порт - Черкаський річковий порт |